# Мрочкув-Камйонка
Мрочкув-Камйонка (пол. Mroczków-Kamionka) — село в Польщі, у гміні Бліжин Скаржиського повіту Свентокшиського воєводства.
У 1975-1998 роках село належало до Келецького воєводства.